# Última Hora do Itararé
Última Hora é uma escola de samba fundada em uma tapeçaria localizada na Rua Paraná, na Vila Mathias, na cidade de Santos, no litoral de São Paulo no dia 28/02/1979,  que desfilou até 1998 em Santos e a partir de 1999 do Carnaval de São Vicente. Hoje estaria no Grupo de acesso.Retornou a desfilar em Santos em 2006, mas foi desclassificada por não atender as regras do regulamento antes do desfile.
Em 2006  tenta retornar a desfilar em Santos mas não compareceu ao desfile e foi eliminada.
No ano de 2009, desfilou com o enredo "Ajoelhou, tem que rezar".

## Carnavais
| Ano  | Colocação | Grupo          | Enredo                                                                              | Carnavalesco |
| ---- | --------- | -------------- | ----------------------------------------------------------------------------------- | ------------ |
| 1980 | 4o.       | 2              | BRASIL PANDEIRO                                                                     |              |
| 1981 | 4o.       | 2              | ISTO É BRASIL                                                                       |              |
| 1982 | 4o.       | 2              | SEXTA-FEIRA 13                                                                      |              |
| 1983 | 2o.       | 2              | NAS ASAS DA LIBERDADE                                                               |              |
| 1984 | descl.    | 1              | O REINO ENCANTADO DOS SAMBISTAS                                                     |              |
| 1985 | 7o.       | 1              | MUDAR, MUDEI, DE FRENTE PRO MAR ME INSTALEI                                         |              |
| 1986 | 7o.       | 1              | OS DEUSES E AS MARAVILHAS DO UNIVERSO                                               |              |
| 1987 | 1o.       | 1              | VIM PRÁ CONFUNDIR E NÃO PARA EXPLIKAR                                               |              |
| 1988 | 2o.       | 2              | ORIGEM E HERANÇA                                                                    |              |
| 1989 | 7o.       | 1              | SOS NATUREZA                                                                        |              |
| 1990 | 8o.       | 1              | KETO ORISHÁ E MAGIA                                                                 |              |
| 1991 | 7o.       | 1              | CONSAGRAÇÃO                                                                         |              |
| 1992 | 8o.       | 1              | REINO ENCANTADO                                                                     |              |
| 1993 | 6o.       | 1              | ERA UMA VEZ                                                                         |              |
| 1994 | 5o.       | 1              | QUEM AVISA AMIGO É                                                                  |              |
| 1995 | 5o.       | 1              | O QUE É QUE A DIVISA TEM ?                                                          |              |
| 1996 | 7o.       | 1              | KIZOMBA, O DELIRIO DO REI NEGRO                                                     |              |
| 1997 | 5o.       | 1              | MISTURA BRASILEIRA                                                                  |              |
| 1998 | 9o.       | 1              | LUXUAR                                                                              |              |
| 1999 | Campeã    | São Vicente    | QUEM NÃO PODE COM A MANDINGA NÃO CARREGA PATUÁ                                      |              |
| 2000 | Campeã    | São Vicente    | O FEITIÇO D AILHA                                                                   |              |
| 2001 | 3o.       | São Vicente    | MADEIRA-MAMORÉ                                                                      |              |
| 2002 | Campeã    | São Vicente 1A | VISÕES DO PARAÍSO                                                                   |              |
| 2003 | 3o.       | São Vicente 1A | NO SASSARICO EU VOU, É NESSA QUE EU QUERO IR...OLHA A ÚLTIMA HORA AÍ                |              |
| 2004 | 3o.       | São Vicente 1A | DO JAPUÍ AO XIXOVÁ, EU TENHO HISTÓRIA PRA CONTAR, SOU PRAIA GRANDE, O PORTAL DO SOL |              |
| 2005 | 4o.       | São Vicente 1A | O ARQUITETO DOS PÉS, O MAGO DOS CALÇADOS (FERNANDO PIRES)                           |              |
| 2006 |           |                |                                                                                     |              |
| 2007 |           |                |                                                                                     |              |
| 2008 |           |                |                                                                                     |              |
| 2009 | 5o.       | São Vicente 1A | Ajoelhou, Tem que Rezar                                                             |              |
| 2010 | 4o.       | São Vicente 1A | Do Eldorado africano ao berço fascinante da vila de São Vicente                     |              |
| 2011 | 2o.       | São Vicente 1A | Das trevas do nosso quintal, só a lua nos fascina                                   |              |
| 2012 |           | São Vicente    | Verão 480 graus                                                                     |              |